# 长毛狗的故事
长毛狗的故事（英語：Shaggy dog story）是一类英文反笑話，其特点是对无聊情节的冗长叙述，而以并不好笑的转折结局。幽默在于，听者对于情节的预计被拉长，而结局却要么期待并未发生，要么以完全超出预计的形式发生。

## 原始版本
这个故事的原始版本是用一系列冗长的事件描述一条狗的毛很长。一个经典的版本是：
|  | 小明家有一条狗，它的毛特别特别长。小明的朋友看到这条狗，都告诉小明这条狗的毛确实特别特别长。后来小明听说有人举办长毛狗竞赛，于是就把他的狗送去参赛。由于小明的狗毛特别特别长，它赢得了初赛和地级赛区的冠军。于是小明就又把狗送去参加越来越大规模的长毛狗比赛。最后它终于拿到了长毛狗世界锦标赛的资格。在长毛狗世界锦标赛中，每一只狗都在裁判的面前展示它们特别特别长的毛。当轮到小明的狗时，裁判看了狗一眼，对小明说：“这狗毛不长。” |

## 阅读材料
- Jan Harold Brunvand. . The Journal of American Folklore (American Folklore Society). January–March 1963, 76 (299): 42–68  [2011-03-27]. doi:10.2307/538078. （原始内容存档于2021-03-08）.
- Isaac Asimov. . . Houghton Mifflin Books. 1991: 49–67. ISBN 0395572266.
- Eric Partridge. . New Statesman (Statesman Pub. Co.). 1931: 534.
- Eric Partridge. . C.H. Drummond (illustrator). London: Faber & Faber. 1953.
- Francis Lee Utley and Dudley Flamm. . Journal of Popular Culture. 1969, 2: 563–577. doi:10.1111/j.0022-3840.1969.0204_563.x.